# Gunnar Stålsett

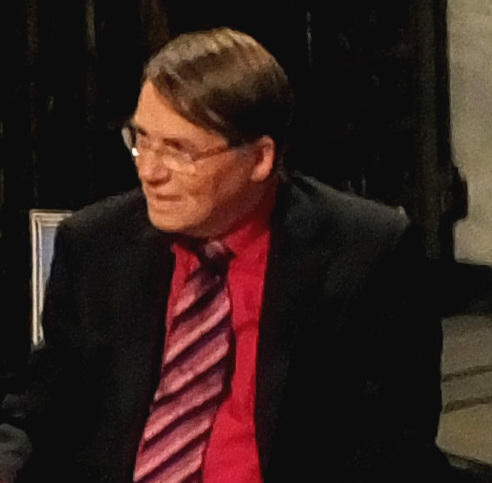
Gunnar Stålsett (2014)

Gunnar Johan Stålsett (* 10. Februar 1935 in Kjelvik (heute Nordkapp) als Gunnar Sirkka) ist ein norwegischer lutherischer Theologe und Politiker. Von 1998 bis 2005 war er Bischof des Bistums Oslo.

## Kirche
Nach dem Studium der Evangelischen Theologie in Oslo, am Bethany Lutheran Seminary in Minnesota und in Heidelberg wurde Stålsett 1962 zum Pfarrer der Norwegischen Kirche ordiniert und arbeitete zuerst als Schulpfarrer im Bistum Hamar. Von 1964 bis 1970 war er Dozent für Systematische Theologie an der Missionshochschule in Stavanger, anschließend Generalsekretär des Zwischenkirchlichen Rates seiner Kirche.
Nach kürzerer Tätigkeit als Gemeindepfarrer in Elverum wurde er 1982 Generalsekretär der norwegischen Bibelgesellschaft und des Verlagshauses Verbum. 1985 wurde er zum Generalsekretär des Lutherischen Weltbundes gewählt. Hier setzte er sich besonders für Frieden und Menschenrechte, für eine Stärkung der südlichen Kirchen sowie für das Leitbild der Communio ein. Nach seinem Rücktritt 1994 wurde er Rektor des Seminars für Praktische Theologie an der Universität Oslo. 1998 wurde er zum Bischof von Oslo berufen. Hier zog er besondere Kritik auf sich, als er, gegen ein Votum des Bischofskollegiums, 2001 erstmals einen offen in homosexueller Partnerschaft lebenden Theologen ordinierte. Am 25. August 2001 traute er Kronprinz Haakon von Norwegen und Mette-Marit Tjessem Høiby im Osloer Dom; 2004 taufte er die erste gemeinsame Tochter Ingrid Alexandra.
2005 ging Stålsett in den Ruhestand, nahm aber weiterhin besondere Aufgaben wahr, z. B. als Leiter des Europäischen Rates religiöser Oberhäupter (ECRL).
Stålsett stellte die aus Eritrea stammende Lula Tekle als Haushaltshilfe ein, die seit 19 Jahren in Norwegen als Geduldete lebte. Die Staatsanwaltschaft forderte daher eine Verurteilung Stålsetts zu 45 Tagen Haft ohne Bewährung. Jede Form von Lohnarbeit für Personen ohne Arbeitserlaubnis und Zugang zum Sozial- und Gesundheitssystem ist in Norwegen strafbar. Dazu kommentierte der 84-jährige:

„Wenn es so kommt, nehme ich die Strafe gerne an, denn ich habe meine Christenpflicht erfüllt.“

Am 19. Dezember 2019 wurde Stålsett zu einer Bewährungsstrafe und einer Geldstrafe von 10.000 Kronen verurteilt. Kurz zuvor hatten sich die vier Parteien der Mitte-Rechts-Regierung mit der „Lex Tekle“ auf eine neue Regelung für abgewiesene Asylbewerber, die seit vielen Jahren in Norwegen leben, verständigt.

## Politik
Unter Ministerpräsident Lars Korvald wirkte Stålsett von Oktober 1972 bis Oktober 1973 als Staatssekretär im Ministerium für Kirche, Bildung und Kultur. Von 1973 bis 1978 war er Vorsitzender der Senterpartiet in Oslo, von 1977 bis 1979 auch auf nationaler Ebene. In der Legislaturperiode 1977–1981 war er Nachrückerkandidat seiner Partei für das Storting. 1985–1990 und 1994–2002 gehörte er dem Nobelkomitee zur Vergabe des Friedensnobelpreises an. 2012 wurde er erneut in das Gremium berufen.
Stålsett wurde zwischen 2006 und 2010 als norwegischer Sonderbotschafter in Osttimor eingesetzt.

## Ehrungen
Stålsett ist Komtur des Sankt-Olav-Ordens. 2001 erhielt er den Petter-Dass-Preis, 2006 die St.-Halvard-Medaille (die höchste Auszeichnung der Stadt Oslo) und 2013 den Niwano-Friedenspreis. 2021 erhielt er das Verdienstkreuz 1. Klasse des Verdienstordens der Bundesrepublik Deutschland.

## Familie
Stålsett ist seit 1959 verheiratet und hat zwei erwachsene Kinder.

## Werke (Auswahl)
- Som deg selv. Tyve tekster til vår tid, Gyldendal, Oslo 2005
- Julens budskap. I begynnelsen var fortellingen, Gyldendal, Oslo 2003
- Hva er da et menneske? Tekster til tro og tanke, Gyldendal, Oslo 2002
- Under samme himmel. Taler og prekner, Verbum, Oslo 2000
- Following Christ together. Sermons and addresses on communion, service and hope, WCC Publications, Genf 1994